# Hutás Imre
Hutás Imre (Miskolc, 1926. június 2. – Budapest, 2015. június 9.) tüdőgyógyász, az orvostudományok doktora, az Országos Korányi TBC és Pulmonológiai Intézet igazgatója, 1978-tól 1984-ig egészségügyi miniszterhelyettes, majd 1987-ig államtitkár.

## Élete
Édesapja a MÁV-nál dolgozott főintézői  beosztásban. Miskolci érettségije után a Budapesti Orvostudományi Egyetem hallgatója lett 1945-ben. Még diákként segédorvos helyettes volt az Uzsoki Utcai Kórházban. 1951-ben szerezte meg orvosi diplomáját. Első munkahelye az egyetem Pulmonológiai Klinikája volt. Szakorvosi vizsgáját 1954-ben tette le. 1960–61-ben az egykori Német Demokratikus Köztársaság központi tüdőgyógyintézetében kirendeléssel megszervezte a légzésfunkciós laboratóriumot. 1963-tól a Szent János Kórház V. pulmonológiai osztályának osztályvezető főorvosa, 1970-től az Országos Korányi TBC és Pulmonológiai Intézet főigazgató főorvosa volt. Jelentős átalakítást hajtott végre, az intézet profilját akut ellátással bővítette. 1976-ban kapta meg az egyetemi tanári címet.
1978. október 1-jei hatállyal egészségügyi miniszterhelyettessé nevezték ki, majd 1984. december 1. és 1987. december 16. között uo. államtitkár volt. Minisztériumi pályája után a SOTE Pulmonológiai Klinika tanszékvezető professzora volt 1987 és 1996 között, majd részt vett a hazai német nyelvű oktatásban és a szakorvosképzésben. Kutatási területét a légúti obstrukcióval járó betegségek patomechanizmusa képezte. Szorgalmazta a korszerű légzésfunkciós diagnosztika elterjesztését, közreműködött a hazai légzési intenzív osztályok megalapításában.

## Művei
Több mint 250 tudományos közleményt írt, emellett számos könyv szerkesztője, társszerkesztője volt.
- Klinikai légzésfunkciós diagnosztika (Keszler Pállal, 1967)
- A tuberculosis ma (1993)
- Pulmonológia (szerkesztő, 1993)
- A tüdő megbetegedéseinek atlasza (1997)
- Gyakorlati légzésfunkciós és allergológiai diagnosztika (1998)
- Pulmonális és extrapulmonális tuberkulózis (többekkel, 2007)